# Ångfartygs AB Thule

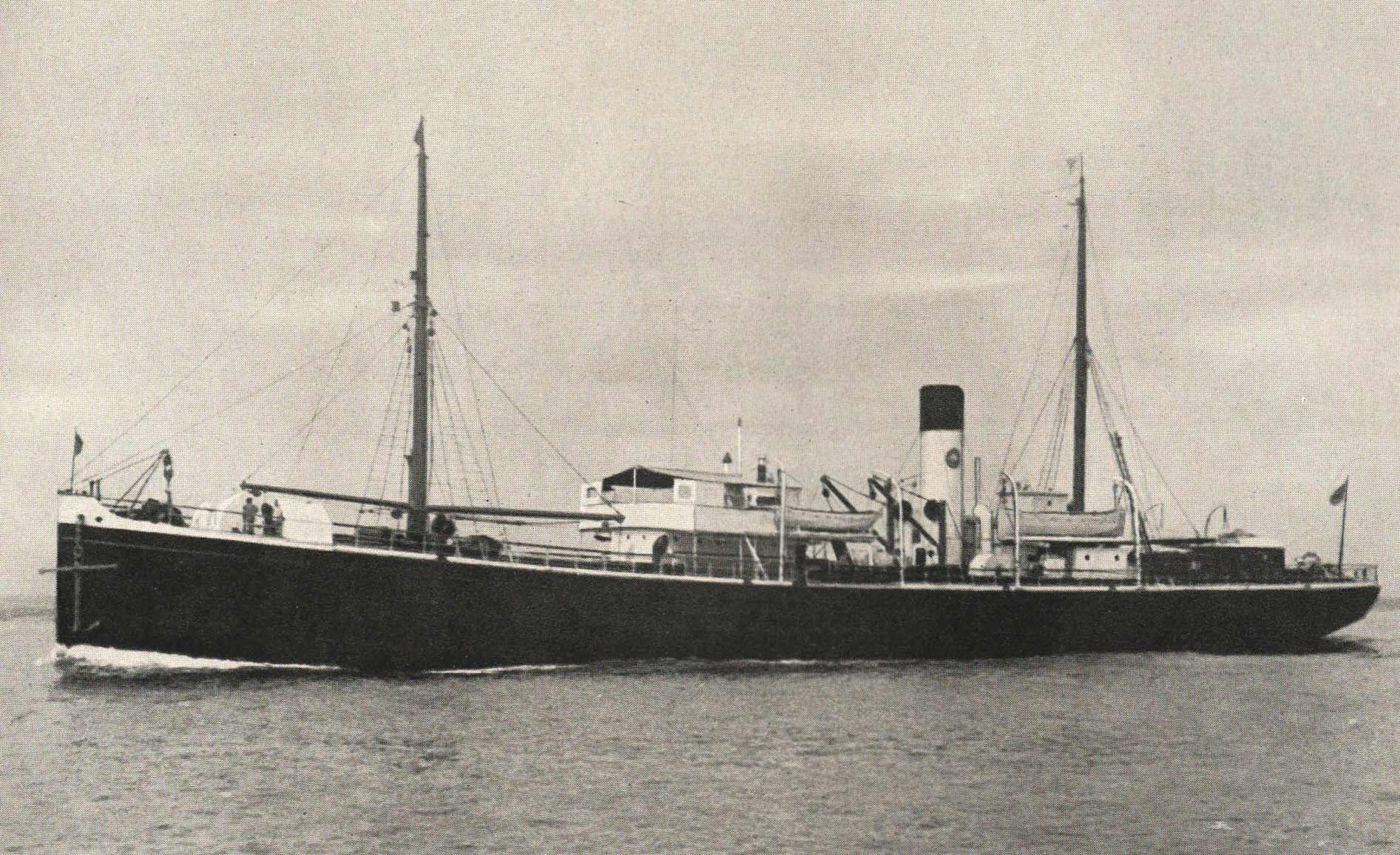
S/S Bele. Första passagerarångaren. Levererad av Lindholmens varv 1880.

Ångfartygs AB Thule var ett rederi i Göteborg, som grundades 1870. Bolaget upphörde 1919 då det sammanslogs med Svenska Lloyd, som redan 1916 hade förvärvat aktiemajoriteten.

## Historia
Ångbåtstrafik mellan Göteborg och London bedrevs tidigt av både svenska och engelska rederier. Då Ångfartygs AB Thule bildades den 23 mars 1870 av lokala företagare och på initiativ av skeppsmäklerifirman August Leffler & Son, var syftet att öppna en reguljär linje Göteborg - London. Man lät bygga två fartyg i Göteborg: träångaren Ingeborg vid Gamla Varvet och järnångaren Frithiof i Newcastle, vilka vardera var på omkring 800 ton. Under 1870-talets goda konjunkturer utökade rederiet sin verksamhet och flera fartyg anskaffades. Till en början var linjen främst inriktad på transport av gods och boskap, men blev allt mer anlitad av passagerare.
Man fann det därför nödvändigt att inleda en kombinerad gods- och passagerartrafik. Därför beställdes på Lindholmens varv ångarna Bele om 1890 dwt (1880) och Thorsten om 1440 dwt (1882). Dessa ansågs på sin tid utgöra höjdpunkten av svensk skeppsbyggnadskonst. Under 1882 inköptes Ångbåts AB Göteborg-London, som hade startats 1865 av John West Wilson, och övertog därmed det rederiets tre lastångare: Albert Edward, Carl XV och Prins Oscar. Man insatte även reguljära passagerarbåtar på en linje Göteborg - Granton vid Edinburgh, man fick inte tillstånd att gå till Hull, som man hade önskat. Från 1882 trafikerades även en reguljär passagerarlinje till London och sommartid även till Harwich.   
Nya fartyg byggdes efterhand såsom Thule 1892, Balder 1898 och Saga 1909. Då sammanslagning med Svenska Lloyd skedde 1919 hade rederiet en flotta om nio ångare 

## Skeppslista
| Fartyg        | Byggt | Varv             | I tjänst  | Typ                   | Dödvikt | Notering |
| ------------- | ----- | ---------------- | --------- | --------------------- | ------- | --- |
| Ingeborg      | 1870  | Gamla Varvet     | 1870-     | Lastångfartyg         | 800     | Förlist 1871. |
| Frithiof      | 1870  | Newcastle        | 1870-1899 | Lastångfartyg         | 800     | |
| Björn         |       |                  | 1872-1895 | Lastångfartyg         |         | Förlist 1895 |
| Bele          | 1880  | Lindholmen       | 1880-1916 | Passagerar/Lastångare | 1340    | På traden till Granton, men 1882-1892 till London, Millwall Dock. Övertaget 1916 av Svenska Lloyd.                  |
| Carl XV       |       |                  | 1882-1904 | Lastångfartyg         |         | Inköpt 1882 från Ångfartygs AB Göteborg - London.                                                                   |
| Prins Oscar   |       |                  | 1882-1894 | Lastångfartyg         |         | Inköpt 1882 från Ångfartygs AB Göteborg - London.                                                                   |
| Albert Edward |       |                  | 1882-1906 | Lastångfartyg         |         | Inköpt 1882 från Ångfartygs AB Göteborg - London.                                                                   |
| Thorsten      | 1884  | Lindholmen       | 1884-1916 | Passagerarångare      | 1440    | Fram till 1909 på linjen till London, därefter till Granton. Övertaget 1916 av Svenska Lloyd.                       |
| Thule         | 1892  | Newcastle        | 1892-1916 | Passagerar/Lastångare | 1990    | På linjen till London. Från 1910 även sommartid till Harwich. Övertaget 1916 av Svenska Lloyd.                      |
| Balder        | 1898  | Port Glasgow     | 1898-1916 | Passagerarångare      | 1250    | På linjen till Granton. Från 1910 till Harwich/London. Förlist 1911 vid Gravesend. Övertaget 1916 av Svenska Lloyd. |
| Ring          | 1888  | Glasgow          | 1900-1916 | Lastångfartyg         | 1600    | F.d. Lord Rosebery. Övertaget 1916 av Svenska Lloyd.                                                                |
| Björn         | 1904  |                  | 1904-1915 | Lastångfartyg         |         | Krigsförlust 1915. Beslagtagen av Tyskland.                                                                         |
| Fritiof [II]  | 1900  | Aberdeen         | 1906-1916 | Lastångfartyg         | 2100    | F.d. Gilcomston. Övertaget 1916 av 'Svenska Lloyd.                                                                  |
| Ingeborg      | 1908  | Lindholmen       | 1908-1916 | Lastångfartyg         | 1430    | På linjen Halmstad - London. Övertaget 1916 av Svenska Lloyd.                                                       |
| Saga          | 1909  | Wallsend on Tyne | 1909-1916 | Passagerarångare      | 2980    | På linjen till London. Övertaget 1916 av Svenska Lloyd.                                                             |
| Avena         | 1873  | Sunderland       | 1912-1916 | Lastångfartyg         | 900     | F.d. Glenisla. Inköpt 1912 från Avena, Uddevalla. Övertaget 1916 av Svenska Lloyd.                                  |
| Atle [I]      |       |                  | 1912-1914 | Lastångfartyg         |         | F.d. Vendotian. Inköpt 1912. Krigsförlist 1914.                                                                     |
| Atle [II]     | 1883  | Hull             | 1915-1916 | Lastångfartyg         | 2440    | F.d. Cairo. Inköpt 1915 från Oskarshamn. Övertaget 1916 av Svenska Lloyd.                                           |
| Sote          | 1883  | Sunderland       | 1915-1916 | Lastångfartyg         | 1690    | F.d. Orion. Inköpt 1915 från Oskarshamn. Övertaget 1916 av Svenska Lloyd.                                           |